# Hemeroblemma infans
Hemeroblemma infans är en fjärilsart som beskrevs av Achille Guenée 1852. Hemeroblemma infans ingår i släktet Hemeroblemma och familjen nattflyn. Inga underarter finns listade i Catalogue of Life.